# Golfingia scutiger
Golfingia scutiger är en stjärnmaskart som först beskrevs av Louis Roule 1906.  Golfingia scutiger ingår i släktet Golfingia och familjen Golfingiidae. Inga underarter finns listade i Catalogue of Life.